# بن هاورد
بنجامين جون «بن» هاورد (بالإنجليزية: Ben Howard)‏ (مواليد 24 مايو، 1987) هو مغني وكاتب أغان بريطاني. في البداية أصدر هاورد 3 اسطوانات مطولة الأولى كانت Games in the Dark في 2008، These Waters في 2009 و Old Pine في 2010. صَدر ألبوم هاورد الأول Every Kingdom في سبتمبر 2011. في أكتوبر 2014 صَدر ألبومه الثاني I Forget Where We Were.

## حياته المُبكرة
وُلد هاورد في 24 مايو، 1987 في ميدلسكس، غَرب لندن، ثم انتقل إلى توتنس، ديفون عندما كان بسن الثامنة تقريبا. كان والديه محبان للموسيقى، حيث عَرفاه بألبوماتهم المُفضلة لموسيقيون من الستينات والسبعينات مثل جون مارتن، فان موريسون، جوني ميتشل، وسيمون وغارفانكيل، والذين كانوا مصدر إلهامٍ كبيرٍ له.
بدأ هاورد بكتابة الأغاني في سن الحادية عشر. يجانب عَزفه على الغيتار، عَزف هاورد على آلات موسيقية أخرى عندما صغيرً، حيث تَعلم بسهولة على الطبل والكونتراباس، لكن قرر بعد فترة التركيز على الغيتار. بدأ هاورد بدراسة الصحافة في جامعة فالموث في كورنوال. قَبل 6 أشهر من إتمام مساقاته، قرر هاورد التركيز على مجال الموسيقى بشكل كامل. نَمت سُمعته في كورنوال وديفون ثم امتدت لمناطق أخرى في المملكة المتحدة. بعد شهرٍ من الحفلات الموسيقية الناجحة حول المملكة المتحدة وأوروبا طَلبت شركة آيلاند ريكوردز أن يوقع عقدا معها.

## قائمة أعماله

### ألبومات
| العنوان                | تفاصيل الألبوم                                                                                              | أعلى مرتبة وصل إليها | أعلى مرتبة وصل إليها | أعلى مرتبة وصل إليها | أعلى مرتبة وصل إليها | أعلى مرتبة وصل إليها | أعلى مرتبة وصل إليها | أعلى مرتبة وصل إليها | أعلى مرتبة وصل إليها | أعلى مرتبة وصل إليها | أعلى مرتبة وصل إليها | مبيعات/نسخة              |
| العنوان                | تفاصيل الألبوم                                                                                              | المملكة المتحدة      | أستراليا             | بلجيكا               | كندا                 | فرنسا                | ألمانيا              | أيرلندا              | هولندا               | سويسرا               | الولايات المتحدة     | مبيعات/نسخة              |
| ---------------------- | --- | -------------------- | -------------------- | -------------------- | -------------------- | -------------------- | -------------------- | -------------------- | -------------------- | -------------------- | -------------------- | ------------------------ |
| Every Kingdom          | - تاريخ الإصدار: 30 سبتمبر، 2011 - شركة تسجلات: آيلاند ريكوردز (المملكة المتحدة)، رببليك (الولايات المتحدة) | 4                    | 63                   | 2                    | 10                   | 52                   | 49                   | 13                   | 2                    | 59                   | —                    | - بريطانيا: 600,000 نسخة |
| I Forget Where We Were | - تاريخ الإصدار: 20 أكتوبر، 2014 - شركة تسجلات: آيلاند ريكوردز (المملكة المتحدة)                            | 1                    | 9                    | 2                    | 7                    | 68                   | 12                   | 5                    | 2                    | 15                   | 23                   | - بريطانيا: 100,000 نسخة |

### أغاني فردية
| العنوان                  | السنة | أعلى مرتبة وصلت إليها | أعلى مرتبة وصلت إليها | أعلى مرتبة وصلت إليها | أعلى مرتبة وصلت إليها | أعلى مرتبة وصلت إليها | أعلى مرتبة وصلت إليها       | أعلى مرتبة وصلت إليها  | مبيعات/نسخة              | الألبوم                |
| العنوان                  | السنة | المملكة المتحدة       | بلجيكا                | ألمانيا               | أيرلندا               | هولندا                | الولايات المتحدة (روك بديل) | الولايات المتحدة (روك) | مبيعات/نسخة              | الألبوم                |
| ------------------------ | ----- | --------------------- | --------------------- | --------------------- | --------------------- | --------------------- | --------------------------- | ---------------------- | ------------------------ | ---------------------- |
| "The Wolves"             | 2011  | 70                    | 77                    | —                     | —                     | —                     | —                           | —                      |                          | Every Kingdom          |
| "Keep Your Head Up"      | 2011  | 46                    | 41                    | 68                    | —                     | 14                    | 15                          | —                      | - بريطانيا: 300,000 نسخة | Every Kingdom          |
| "The Fear"               | 2011  | 58                    | 5                     | —                     | —                     | —                     | —                           | —                      | - بلجيكا: 25,000 نسخة    | Every Kingdom          |
| "Only Love"              | 2012  | 9                     | —                     | —                     | 37                    | —                     | 6                           | 49                     | - بريطانيا: 300,000 نسخة | Every Kingdom          |
| "Old Pine"               | 2012  | —                     | —                     | —                     | —                     | —                     | —                           | —                      |                          | Every Kingdom          |
| "I Forget Where We Were" | 2014  | 54                    | 77                    | —                     | —                     | 69                    | —                           | —                      |                          | I Forget Where We Were |

## الجوائز والترشيحات

### جوائز بريت
| السنة | الفئة                  | المُرشح | النتيجة |
| ----- | ---------------------- | ------ | ------- |
| 2013  | أفضل فنان بريطاني صاعد | نفسه   | فوز     |
| 2013  | أفضل فنان بريطاني فردي | نفسه   | فوز     |

### جائزة ميركوري
| السنة | الفئة       | المُرشح        | النتيجة |
| ----- | ----------- | ------------- | ------- |
| 2012  | ألبوم السنة | Every Kingdom | رُشِّح     |

## وصلات خارجية
- بن هاورد على موقع IMDb (الإنجليزية)
- بن هاورد على موقع ميوزك برينز (الإنجليزية)
- بن هاورد على موقع أول ميوزيك (الإنجليزية)
- بن هاورد على موقع ديسكوغز (الإنجليزية)
- بن هاورد على موقع قاعدة بيانات الفيلم (الإنجليزية)

- Official website